# Oktobermanifestet
Oktobermanifestet (ryska: Октябрьский Манифест, Манифест 17 октября) utfärdades 17 oktober (30 oktober enligt gregorianska kalendern) 1905 av tsar Nikolaj II av Ryssland under intryck av Ryska revolutionen 1905. Där utlovades konstitutionell styrelse, inrättande av en folkvald duma och ett premiärministerämbete, personlig rättssäkerhet och religions- och yttrandefrihet.
Nikolaj II var egentligen inte alls intresserad av oktobermanifestet som hade likheter med en konstitution, vilket han stark motsatte sig. Efter det misslyckade rysk-japanska kriget 1904-1905 och den interna oro i samband revolutionen var hans ställning dock försvagad och han tvingades ge efter. Han lät sig övertalas av bland annat furst Sergej Witte och sin släkting storfurst Nikolaj Nikolajevitj. Den senare hotade till och med att skjuta sig själv om tsaren inte undertecknade manifestet. Manifestet var utarbetat av Witte som året därpå utnämndes till landets första premiärminister.
Oktobermanifestet var en föregångare till en rysk konstitution. Till viss del återtogs manifestet senare efter att oroligheterna lagt sig. I realiteten hade det heller ingen större betydelse eftersom tsaren fortfarande hade rätt att upplösa duman, vilket skedde flera gånger, och utse ministrar. Trots dessa begränsningar markerade manifestet början på en period av politiska reformer som ändå påverkade Rysslands framtida utveckling.